# Elisa Woinowsky
Elisa Woinowsky (* 29. November 1993) ist eine deutsche Volleyballspielerin.

## Karriere
Woinowsky begann ihre Karriere im Nachwuchs des Köpenicker SC. 2011 wurde sie in die erste Mannschaft aufgenommen. Sie spielte in der Saison 2011/12 viermal in der Bundesliga. 2012 wechselte sie in die zweite Mannschaft in die Regionalliga Nordost.